# Mezinárodní let
Mezinárodní let je forma komerčního letu v komerčním letectví, kdy letadlo odlétne a přistane v jiné zemi. Mezinárodní lety mohou být přijímány pouze mezinárodními letišti, které mají celní a imigrační zázemí. Bývají většinou dražší a delší než ty vnitrostátní. První mezinárodní let se konal v roce 1785, kdy Jean-Pierre Blanchard a John Jeffries přelétli kanál La Manche v horkovzdušném balonu.